# BMW IIIa
Der BMW IIIa ist ein flüssigkeitsgekühlter Sechszylinder-Reihenmotor mit 19,1 Litern Hubraum, der als Flugmotor ab 1917 vom deutschen Hersteller BMW gebaut wurde. Als Weiterentwicklung mit vergrößertem Hubraum (22,9 l) folgte 1918 der leistungsstärkere BMW IV.
Mit der Bezeichnung Junkers L 2 wurde der Motor ab 1924 von der Junkers Motorenbau GmbH in Lizenz gefertigt.

## Geschichte
Im Januar 1917 wechselte Ingenieur Max Friz von der Daimler-Motoren-Gesellschaft zu den Rapp-Motorenwerken und begann am 20. Mai zunächst mit der Konstruktion des überbemessenen Sechszylindermotors Rapp Rp III und des V-12-Motors Rapp Rp IVa. Rapp schied im Juli aus seinem Unternehmen aus, das fortan als Bayerische Motorenwerke firmierte. Friz hatte bei seinem vorherigen Arbeitgeber das Konzept eines Höhenmotors mit speziellem Vergaser entwickelt, dessen Realisierung Daimler aber abgelehnt hatte, weswegen er es nun bei BMW umsetzen wollte. Nach Zustimmung des neuen Geschäftsführers Franz Josef Popp erarbeitete er die Konstruktionszeichnungen. Erste Prüfstandläufe fanden ab dem 17. September 1917 statt. Ein versuchsweiser Einbau in eine Rumpler C IV brachte gute Ergebnisse. Die Entwicklung musste aber zunächst eingestellt werden, da BMW aufgrund der im Rahmen des Amerikaprogramms angestrebten Spezialisierung nur noch Motoren in Lizenz fertigen sollte. Popp gelang es jedoch, die Inspektion der Fliegertruppen (IdFlieg) von der Motorenneuentwicklung zu überzeugen. Er erhielt im Oktober 1917 einen Auftrag zur Produktion von 600 Motoren. Im folgenden Monat wurde der für die Typenprüfung erforderliche 75-Stundenlauf erfolgreich durchgeführt. Die Serienfertigung begann im Februar 1918 mit einer Zielproduktionsrate von 150 Motoren im Monat. Im April 1918 wurde eine Abnahmedauerleistung von 140 kW (185 PS) bei 1360 min−1 und eine Startleistung von 166 kW (225 PS) bei 1400 min−1 erreicht. Einen Monat später wurden die ersten Fokker D.VII mit diesen Motoren ausgerüstet und überzeugten auf Anhieb. Opel wurde im April 1918 Lizenznehmer und fertigte 140 Motoren im Monat ab Juni 1918. Bis Kriegsende wurden etwa 700 Motoren gebaut.
Der BMW IIIa brachte in großen Höhen eine wesentlich bessere Leistung als alle anderen 1918 eingesetzten deutschen Flugmotoren.

## Konstruktion
Der BMW IIIa ist ein wassergekühlter Sechszylinder-Reihenmotor.

### Aufbau
Das Kurbelgehäuse aus einer Aluminiumlegierung ist horizontal geteilt. Die siebenfach in Gleitlagern gelagerte Kurbelwelle besteht aus Stahl. Ein Axialkugellager nimmt den Schub des direkt angetriebenen Propellers auf. Die Stahlzylinder sind einzeln mit Spannpratzen auf dem Kurbelgehäuse befestigt und haben aufgeschweißte Stahlblechmäntel für die Wasserkühlung. Die Kolben aus Aluminium tragen je drei Kolbenringe. Die obenliegende Nockenwelle wird von einer Königswelle angetrieben und betätigt die leicht schräg hängenden Ventile über Rollenkipphebel.

### Vergaser
Für die Gemischbildung sorgt ein einzelner BMW-„Höhen“-Vergaser.

„Da der Bayern-Flugmotor durch besondere Konstruktionseigentümlichkeiten als Höhenmotor gebaut ist, besitzt er auch einen besonderen Vergaser, welcher es ermöglicht, daß die Zylinder in jeder Flughöhe, bis zur größten erreichbaren, die der jeweiligen Flughöhe entsprechende, günstigste Gemischladung erhalten. […] Während der Vergaser in großer Höhe mit vollen Gemischkammeröffnungen arbeitet, muß er in geringerer Höhe und am Boden entsprechend abgedrosselt werden, ohne daß jedoch hierbei die Betriebssicherheit, Leistung und Wirtschaftlichkeit des Motors eine Beeinträchtigung erleidet. Dies wird bei dem BMW-Höhenvergaser durch eine Unterteilung in drei mit je einer Benzindüse versehene Mischungskammern mit zwei von einander unabhängig zu betätigenden Gruppen von Drosselklappen erreicht.“

### Nebenaggregate
Die Doppelzündanlage (zwei Zündkerzen je Zylinder) besteht aus zwei Bosch-Magnetzündern. Die Zündfolge ist: 1–5–3–6–2–4. Die Druckumlaufschmierung wird mit einer Kolben-Ölpumpe aufrechterhalten. Eine Kreiselpumpe wälzt das Kühlmittel um.

## Verwendung
Der BMW IIIa wurde u. a. bei folgenden Flugzeugen als Antrieb verwendet:
- Fokker D.VII, Januar 1918
- Pfalz D.XV, Oktober 1918
- SWS C-1, März 1919
- Junkers F 13, Juni 1919
- Dornier Delphin I, November 1920
- Aero A.18, März 1923
- Junkers A 20, April 1923

Auch bei Prototypen und Rekordflügen kam er oft zum Einsatz.
Am 30. Dezember 1921 wurde in den USA ein Dauerflugrekord mit einem BMW IIIa erzielt. Nach Angaben der Fédération Aéronautique Internationale erflog eine Junkers-Larsen 6 (US-amerikanische Lizenzbezeichnung für die F 13) einen Dauerweltrekord mit 26 Stunden, 19 Minuten und 35 Sekunden. BMW selbst gab 1922 in Werbeanzeigen an, dass der Rekord über Long-Island geflogen wurde (wie auch amerikanische Tageszeitungen und Publikationen bestätigen: Roosevelt Field, Mineola, Long Island, New York). Takeoff war am 29. Dezember 1921 8:58:15 Uhr, und am 30. Dezember 1921 um 11:17:50 Uhr musste man wegen eines fehlerhaften Öl- bzw. Schmiermittelsystems landen. Der „Aero Club of America“ verlieh im Januar 1922 den beiden Piloten Eddie Stinson und Lloyd Bertaud eine Ehrenmedaille für diesen amerikanischen und Weltrekord im Dauerflug.

## Technische Daten
| Kenngrößen              | Daten des BMW IIIa                                                                           |
| ----------------------- | -------------------------------------------------------------------------------------------- |
| Bauart                  | flüssigkeitsgekühlter Sechszylinder-Reihenmotor, stehend (Kurbelwelle unten), ohne Aufladung |
| Ventilsteuerung         | eine obenliegende Nockenwelle (OHC), über Königswelle angetrieben, zwei Ventile pro Zylinder |
| Hubraum (Bohrung × Hub) | 19,1 Liter (150 mm × 180 mm)                                                                 |
| Verdichtungsverhältnis  | 6,3                                                                                          |
| Trockenmasse            | 287 kg                                                                                       |
| (Reise-)Dauerleistung   | 185 PS (ca. 140 kW) bei 1300 min−1                                                           |